# Ghetto-Mauer Hanau

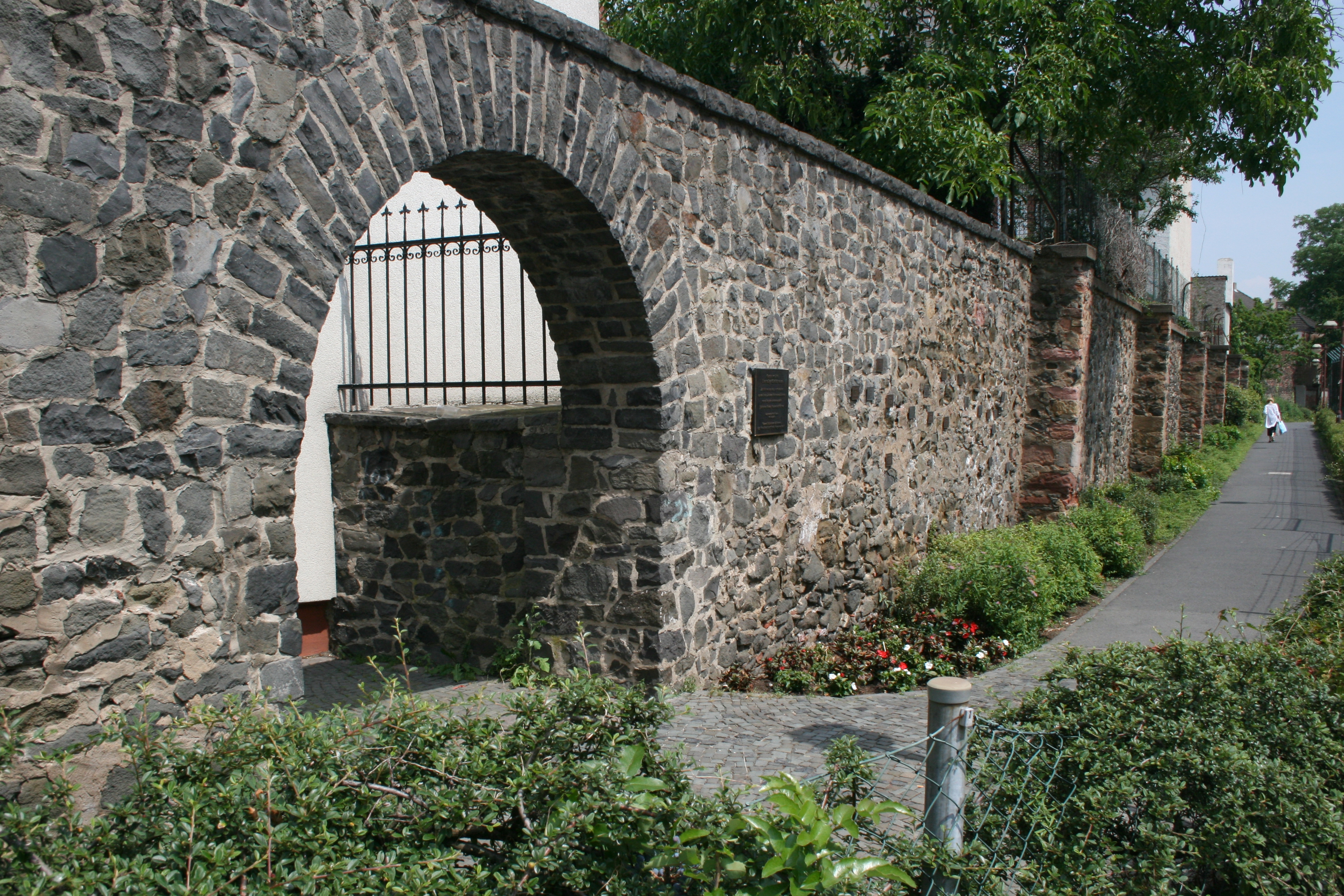
Ansicht vom Freiheitsplatz im Sommer 2010

Die Ghetto-Mauer Hanau ist der letzte im Original erhaltene bauliche Rest des jüdischen Ghettos in der Stadt Hanau.

## Lage
Die Mauer verläuft entlang der Südseite der Grundstücke im südlichen Abschnitt der Nordstraße, der ehemaligen Judengasse, in Hanau. Die Mauer grenzte das jüdische Ghetto gegenüber der Hanauer Neustadt ab. Die Mauer verläuft entlang eines Fußweges, welcher den Freiheitsplatz mit der Main-Kinzig-Halle verbindet und ist so gut erreichbar.

## Bausubstanz

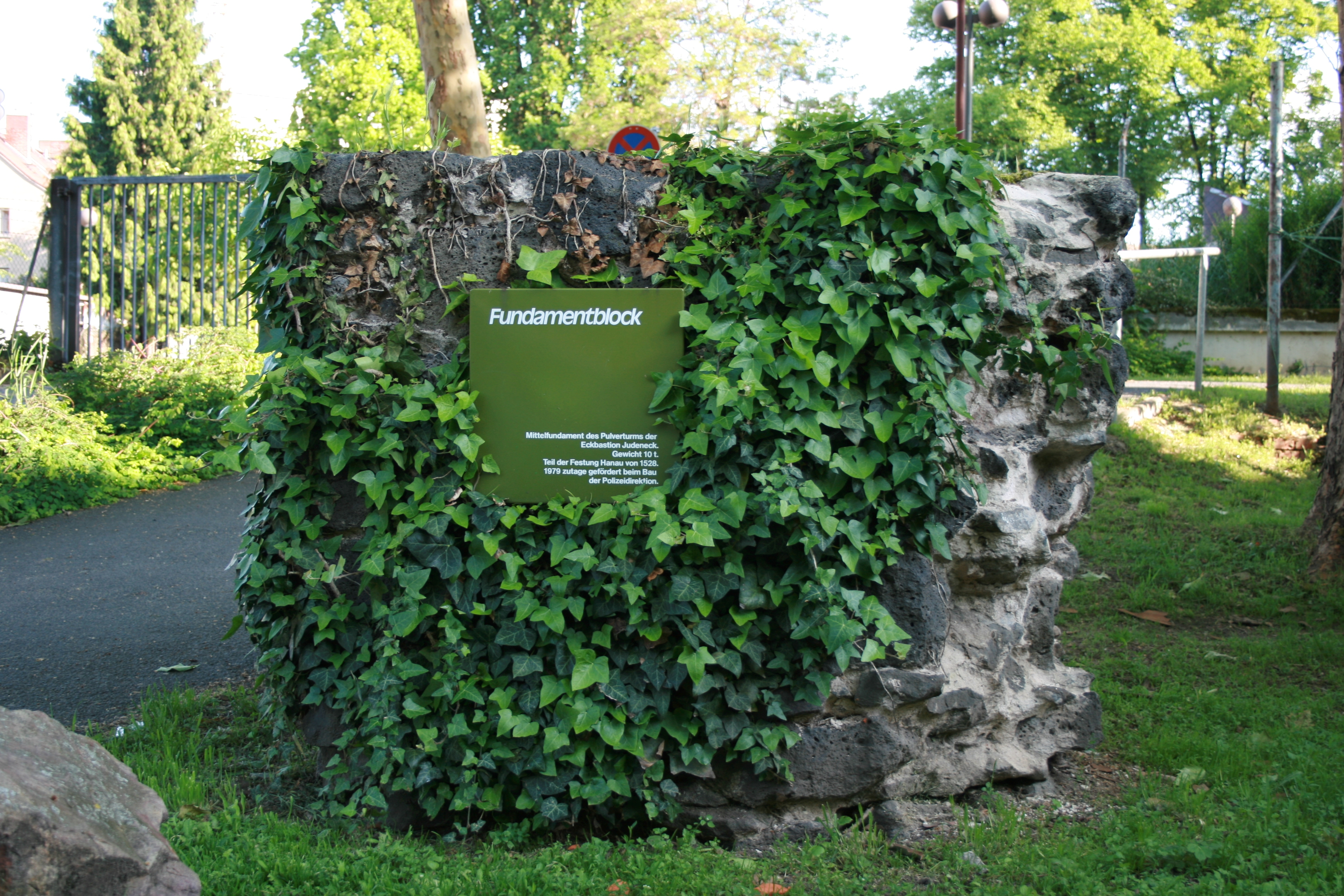
Fundamentblock eines Pulverturms hinter dem Polizeipräsidium.

Die Funktion der Mauer als Ghetto-Mauer war wohl sekundär, die ursprüngliche Funktion nicht eindeutig geklärt. Eventuell handelt es sich um den letzten renaissance-zeitlichen Rest der Befestigung der Altstadt Hanau. An ihrem östlichen Ende wurde ein Fundamentblock eines Pulverturms der Stadtbefestigung platziert, der beim Bau der benachbarten Polizeidirektion freigelegt wurde. Die Ghetto-Mauer ist eine der wenigen, die in Deutschland noch erhalten sind. Sie ist ein Kulturdenkmal nach dem Hessischen Denkmalschutzgesetz.

## Gedenkstätte für die Opfer des Nationalsozialismus
Die Mauer ist heute eine Gedenkstätte. Sie wurde am 30. Mai 2010 – unter anderem durch Charlotte Knobloch – für die während des Nationalsozialismus aus Hanau vertriebenen, deportierten und ermordeten jüdischen oder aufgrund jüdischer Vorfahren verfolgten Bürger eingeweiht. Die Gedenkstätte besteht aus 236 Bronze-Tafeln, die auf der Mauer montiert wurden: Einer zusammenfassenden Erinnerungstafel und je einer weiteren Tafel für jede und jeden der Ermordeten mit persönlichen Angaben. Die Stadt Hanau hat sich damit bewusst gegen ein Gedenken durch Stolpersteine entschieden.